# Roskwit
Roskwit (ukrainisch Розквіт; russisch Розквит/Roskwit) ist ein Dorf im Süden der Ukraine, etwa 24 Kilometer westlich von der Rajonshauptstadt Beresiwka und etwa 72 Kilometer nördlich von der Oblasthauptstadt Odessa entfernt.

## Geschichte
Das Dorf entstand Ende des 19. Jahrhunderts und trug den Namen Hladke (Гладке), ab 1954 den Namen Budjonniwske (Будьоннівське) und ab 1958 den heutigen Namen (ukrainisch „Blüte“).

## Verwaltungsgliederung
Am 12. August 2015 wurde das Dorf zum Zentrum der neugegründeten Landgemeinde Roskwit (Розквітівська сільська громада/Roskwitiwska silska hromada). Zu dieser zählten auch noch die 13 in der untenstehenden Tabelle aufgelisteten Dörfer, bis dahin bildete es zusammen mit den Dörfern  Krynytschky, Onoriwka, Schutowe, Tschudske  bzw. seit 2016 Kotowske und Tscherwonyj Ahronom bzw. seit 2016 Wyschnewe die gleichnamige Landratsgemeinde Roskwit (Розквітівська сільська рада/Roskwitiwska silska rada) im Westen des Rajons Beresiwka.
Folgende Orte sind neben dem Hauptort Roskwit Teil der Gemeinde:
| Name                     | Name       | Name                      |
| ukrainisch transkribiert | ukrainisch | russisch                  |
| ------------------------ | ---------- | ------------------------- |
| Anatoliwka               | Анатолівка | Анатольевка (Anatoljewka) |
| Antoniwka                | Антонівка  | Антоновка (Antonowka)     |
| Danyliwka                | Данилівка  | Даниловка (Danilowka)     |
| Krasne                   | Красне     | Красное (Krasnoje)        |
| Krynytschky              | Кринички   | Кринички (Krinitschki)    |
| Nejkowe                  | Нейкове    | Нейково (Neikowo)         |
| Onoriwka                 | Онорівка   | Оноровка (Onorowka)       |
| Riwne                    | Рівне      | Ровное (Rownoje)          |
| Schutowe                 | Шутове     | Шутово (Schutowo)         |
| Stawkowe                 | Ставкове   | Ставковое (Stawkowoje)    |
| Tschudske                | Чудське    | Чудское (Tschudskoje)     |
| Wessele                  | Веселе     | Весёлое (Wessjoloje)      |
| Wyschnewe                | Вишневе    | Вишнёвое (Wischnjowoje)   |